# Église Saint-Jean-Baptiste de Chaveyriat
L'église Saint-Jean-Baptiste est une église située en France sur la commune de Chaveyriat, dans le département de l'Ain en région Auvergne-Rhône-Alpes.
Elle fait l'objet d'une inscription au titre des monuments historiques depuis le 23 juin 1947.

## Localisation
L'église est située dans le département français de l'Ain, sur la commune de Chaveyriat. Localisée à une altitude de 240 mètres, le bâtiment est placé dans le sud-est du bourg.

## Description

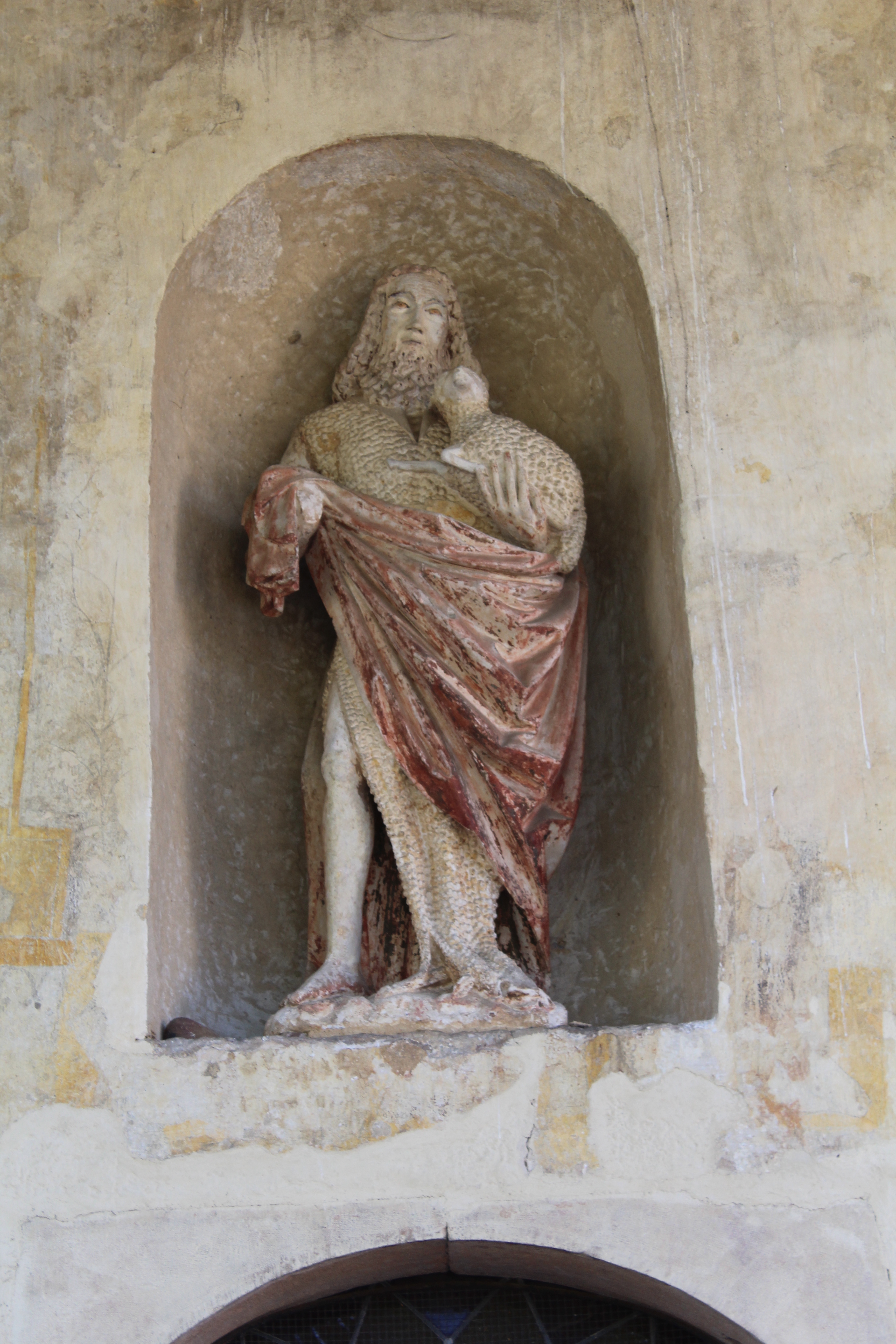
Saint Jean le Baptiste avec l'agneau.

De style roman, l'église est placée sous le vocable de saint Jean Baptiste dont la statue avec un agneau sur le bras gauche est dans la niche extérieure au-dessus de la porte d'entrée. 
La façade de l'édifice est Gothique précédée d'une galonnière  (porche en bois) flanquée de deux massifs de maçonnerie servant de contrefort. Elle fut restaurée en 1978, et protège la façade et les peintures murales remises en état entre 1994 et 1997. Ces travaux ont mis au jour des peintures murales s'étendant sur la partie haute du mur. Ces peintures représentent une Pietà avec donateurs et divers personnages. 

La galonnière a été datée par dendrochronologie de 1474. La façade fut repeinte en diverses couleurs vers 1852

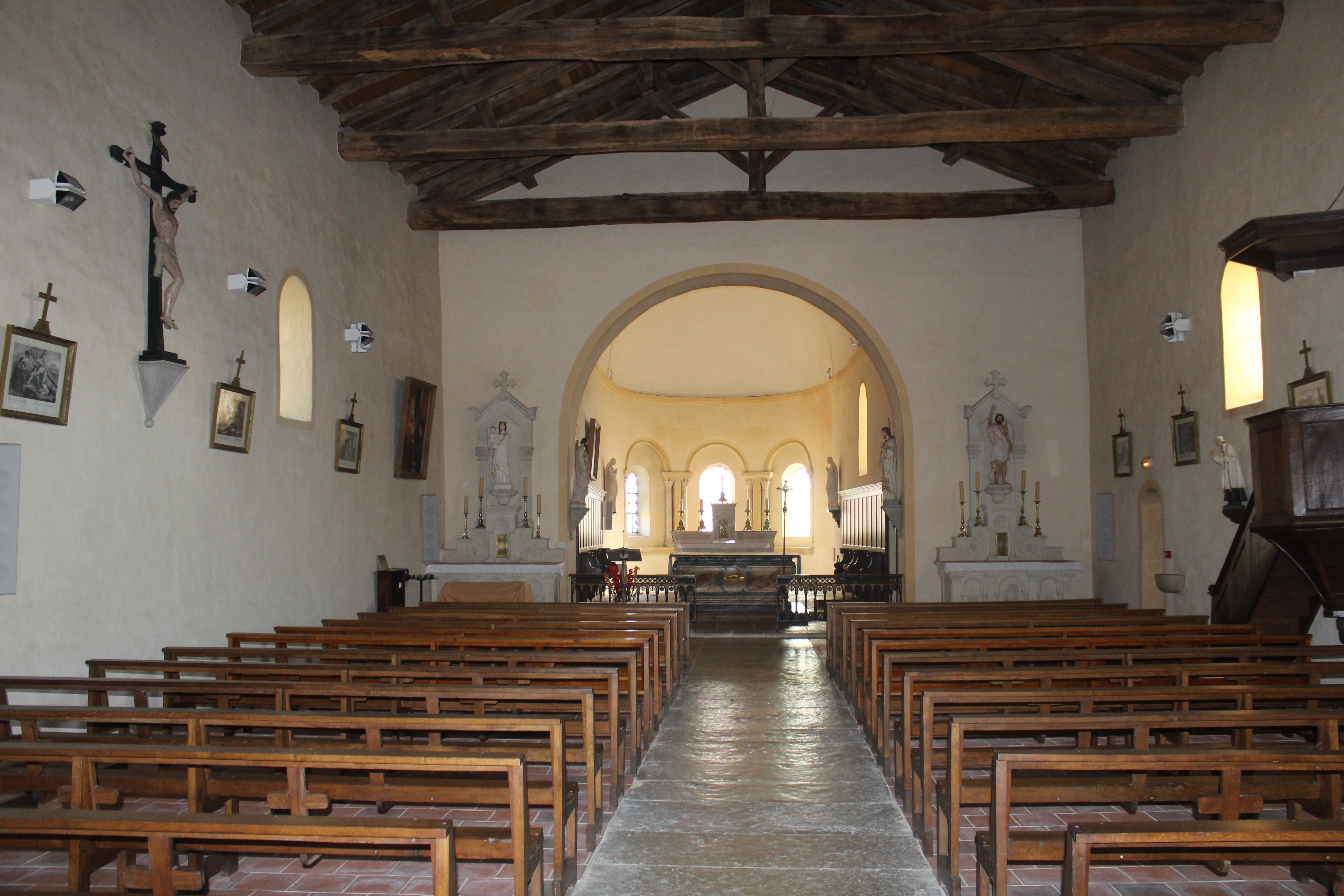
Intérieur de l'église avec la charpente visible.

La nef mesure 10,20 m de largeur et atteint presque 10 mètres de haut. Elle a été recouverte d'un faux plafond en 1867 qui fut enlevé en 2003 pour faire réapparaître la charpente. C'est durant cette même année que le carrelage fut restauré et les murs repeints. Au total, la longueur intérieure de l'ensemble nef, chœur et abside atteint 31,5 mètres.
L'abside avec sa voûte en cul-de-four comporte six chapiteaux sur colonnettes.
Le clocher dépasse les 30 mètres et est implanté latéralement, ce qui fait sa particularité dans la région. Il est équipé de trois cloches dont la plus ancienne, acquise en 1855, pèse 460 kilogrammes. Les deux autres furent inaugurées le 27 janvier 1952 avec une pesant 260 kg et l'autre 380 kg.

## Historique
L'édifice fut construit au XIIe siècle. 
Cette paroisse est une des plus anciennes de la région puisqu'elle apparaît dès le commencement du Xe siècle. A cette époque, elle faisait partie de la propriété d'un nommé Letgerius. 
Ensuite, le 1er octobre 975, un certain Roclène fit don de tous les droits qu'il possédait sur le village et sur l'église à l'abbaye de Cluny, qui reçut confirmation de cette donation de l'archevêque de Lyon, Bertrand, en 977, puis du pape Grégoire V, en 998... Dès qu'ils furent en possession de ce territoire, les abbés de Cluny y établirent un prieuré et sans doute reconstruisirent l'église qui est citée en 1158 lors de la "pérégrination" des reliques de Saint-Taurin. L'influence clunisienne est manifeste en particulier dans les pilastres cannelés placées entre les colonnettes du pourtour de l'abside. La date de (re)construction pourrait se situer dans la première moitié du XIIe siècle.
A la fin du XIIIe siècle et au début du XIVe siècle, l'était de l'église se dégrada quelque peu, surtout en ce qui conserve les couvertures. C'est du moins ce qui résulte du compte-rendu des visiteurs clunisiens qui se rendirent sur place en 1317. A cette époque, l'église était d'ailleurs environnée des bâtiments du prieuré qui comprenait une grange, (qui tomba en ruine au milieu du XVe s.) d'une maison, et enfin des étables.
Au XVIIe siècle, le chœur et l'abside étaient voûtés, mais la nef n'était couverte que d'une simple charpente sans lambris. Le sol était "carrelé", le grand autel n'était pas sacré mais il était surmonté d'une statue de Saint-Jean-Baptiste, le patron de la paroisse, et d'une autre de la Vierge qui encadraient toutes deux un tabernacle de pierre. Dans la nef, il y avait une chapelle du Rosaire qui appartient au XVIIIe s. à Madame Barbier de Coligny et trois autels. 
Au XVIIIe siècle, les bâtiments du prieuré étaient encore attenants au flanc sud de l'église. il y avait en particulier deux chambres où se faisait, de temps à autre, une distribution de pain pour les pauvres. Une de ces chambres communiquait avec l'église par une porte qui fut condamnée par un briquetage. Ces deux pièces furent démolies, semble-t-il dès avant la Révolution vers 1765.
Le clocher qui, primitivement, devait se trouver entre l'abside et la nef, sur la travée de choeur, fut reconstruit à une époque indéterminée, mais ancienne, à l'emplacement qu'il occupe actuellement. Il en était ainsi en 1760 et les témoins de l'époque n'avaient souvenance qu'il ait été placé ailleurs. 
En 1794, dans le contexte de la Révolution, le clocher fut partiellement démoli. Il s'écroula en 1814, écrasant dans sa chute la sacristie qui lui était contiguë et une partie de  la toiture de l'église. Après sa chute, le mur de l'église se dégrada peu à peu et, vers 1820, les entrepreneurs chargés de la restauration de l'édifice durent abattre une partie de la travée de choeur pour rebâtir un mur neuf. Finalement, au XIXe siècle, le clocher fut rétabli à sa place ancienne et fut reconstruit entre 1842 et 1843.
Les chapelles et autels secondaires étaient sous les vocables de Saint André et Saint Sébastien, du Rosaire (aux Collaison), de Saint Antoine (chapelle d'Eguérande citée en 1558, appartenanat aux Feillens).
En 1820, l'église était encore pourvue de deux absidioles latérales, celle de droite était appelée la Chapelle de la Vierge, celle de gauche (au nord) supportait en partie le clocher.
En 1991, d'importants travaux furent effectués comme le ravalement extérieur des murs de l'église et du clocher, une nouvelle couverture sur le clocher ainsi que le remplacement du coq au sommet de la flèche.
L'édifice fait l'objet d'une inscription au titre des monuments historiques depuis le 23 juin 1947.